# Luigi Pontecchi
Luigi Pontecchi (* 12. September 1876 in Florenz; † 3. April 1921 in Brucianesi) war ein italienischer Bahnradsportler.
1892, im Alter von 16 Jahren, gewann Luigi Pontecchi sein erstes Rennen auf der Radrennbahn von Livorno. Als Preis erhielt er aus der Hand von Minister Luigi Pelloux einen Revolver mit geschnitztem Griff. Zwei Jahre später wurde er italienischer Amateurmeister im Steherrennen. 1896 errang er den italienischen Meistertitel im Sprint der Profis und war zu dieser Zeit ein umjubelter Star in seiner Heimatstadt. 1896 gewann er auch den Gran Premio della U.V.I. des italienischen Radsportverbandes. 
Pontecchi war für sein ungezügeltes Temperament und seinen ungewöhnlichen Lebenswandel bekannt. Er war in Schlägereien verwickelt oder fiel durch provokatives Verhalten auf, weshalb er als Rennfahrer auch Sperren kassierte. Als er einen Tag nach dem tödlichen Attentat des italienischen Anarchisten Sante Geronimo Caserio auf den französischen Präsidenten Marie François Sadi Carnot in Paris im Juni 1915 in einem italienischen Nationaltrikot startete, wurde er vom Publikum beschimpft. Auch bei einem Rennen in Triest zeigte er das dreifarbige italienische Nationaltrikot, das er unter einem anderen Trikot getragen hatte, obwohl die italienischen Farben von den dortigen österreichischen Behörden verboten waren; Polizisten versuchten ihn daran zu hindern, die Ehrenrunde zu absolvieren. In Berlin musste er nach einem Rennen wegen einer Schlägerei eine Nacht im Gefängnis verbringen. Nach seiner Radsportlaufbahn war er häufig im Florentiner Parco delle Cascine zu Pferde in Begleitung der Schauspielerin Virginia Reiter zu sehen.
Pontecchi, der seit 1895 nach einer Augenerkrankung ein Glasauge trug, war ein überzeugter Faschist der ersten Stunde. Am 3. April 1921 bestieg er ein Flugzeug, das von dem Flieger-Ass Vasco Magrini gesteuert wurde, um in der Umgebung von Florenz faschistische Propaganda-Flugblätter abzuwerfen. Das Flugzeug geriet in Brand und stürzte ab. Pontecchi starb, und Magrini erlitt schwere Brandverletzungen. Magrini war überzeugt, das Flugzeug sei von antifaschistischen Bauern beschossen worden, was allerdings nicht bewiesen werden konnte.
Die Beerdigung von Pontecchi wurde als faschistische Veranstaltung zelebriert. Das spätere Regime von Mussolini zählte Pontecchi zu seinen „Märtyrern“ und eine Radrennbahn sowie ein Pflegeheim wurden nach ihm benannt. Zudem trug ein Kampfbund der Schwarzhemden in Florenz, die „Squadra Luigi Pontecchi“, seinen Namen.